# Kapitalizacja odsetek
Kapitalizacja odsetek – dopisywanie narosłych odsetek do kapitału; powiększenie kapitału o odsetki, które zostały przez ten kapitał wygenerowane. Okres, po jakim narosłe odsetki są dopisywane do kapitału, jest nazywany okresem kapitalizacji.
Odsetki nie muszą być podejmowane bezpośrednio po ich naliczeniu za dany okres. Mogą być również dopisywane do kwoty pierwotnego kapitału (kapitalizowane) i w kolejnym okresie być naliczane od tak powiększonej sumy.

## Wzór
W przypadku oprocentowania składanego wartość kapitału końcowego, otrzymanego w wyniku kapitalizacji odsetek generowanych przez zainwestowany kapitał początkowy, można wyrazić wzorem:
{\displaystyle V=V_{0}\cdot \left(1+{\frac {r}{m}}\right)^{mn}}
gdzie:
- {\displaystyle V_{0}} – kapitał początkowy,
- {\displaystyle V} – kapitał końcowy,
- {\displaystyle m} – liczba kapitalizacji w roku (np. m = 2 jeśli kapitalizacja odsetek następuje co pół roku, m = 4 jeśli kapitalizacja odsetek następuje co kwartał),
- {\displaystyle n} – czas trwania inwestycji w latach (zakładamy, że jest wielokrotnością okresów kapitalizacji),
- {\displaystyle r} – nominalna stopa procentowa.

## Przykład
Depozyt 1000 PLN oprocentowany na 6%, złożony na rok przy kapitalizacji półrocznej, da w dacie zapadalności wypłatę 1060,90 PLN, co wynika z następującego wyliczenia:
Założenia: {\displaystyle V_{0}=1000;r=0,06;m=2;n=1}
{\displaystyle V=1000\ \mathrm {PLN} \cdot \left(1+{\frac {0{,}06}{2}}\right)^{2}=1060{,}90\ \mathrm {PLN} }
Zmiana okresu kapitalizacji na miesięczny pozwala otrzymać wypłatę 1061,68 PLN, zgodnie z następującym wyliczeniem:
Założenia: {\displaystyle V_{0}=1000;r=0,06;m=12;n=1}
{\displaystyle V=1000\ \mathrm {PLN} \cdot \left(1+{\frac {0{,}06}{12}}\right)^{12}=1061{,}68\ \mathrm {PLN} }
Skracanie okresu kapitalizacji zwiększa kwotę wypłaty, jednakże wzrost ten jest ograniczony. Maksymalną możliwą kwotę odsetek można uzyskać przy kapitalizacji ciągłej, czyli takiej, w której okres kapitalizacji zbiega do 0. Przy stopie procentowej {\displaystyle r} każda zainwestowana złotówka może dać w horyzoncie roku maksymalnie wypłatę równą {\displaystyle e^{r},} gdzie {\displaystyle e} oznacza podstawę logarytmu naturalnego, gdyż
{\displaystyle \lim _{n\to \infty }\left(1+{\frac {r}{n}}\right)^{n}=e^{r}}
W powyższym przykładzie maksymalna wartość wypłaty wynosi zatem
{\displaystyle 1000\ \mathrm {PLN} \cdot e^{0{,}06}=1061{,}84\ \mathrm {PLN} .}